# مات كلارك
مات كلارك (بالإنجليزية: Matt Clarke)‏ (3 نوفمبر 1973 بشفيلد في المملكة المتحدة - ) هو لاعب كرة قدم بريطاني في مركز حراسة المرمى. لعب مع برادفورد سيتي وبولتون واندررز وشيفيلد وينزداي وكريستال بالاس ونادي روذرهام يونايتد ونادي كيدرمينستر هاريرز لكرة القدم.

## وصلات خارجية
- مات كلارك على موقع قاعدة بيانات كرة القدم.إي يو (الإنجليزية)
- مات كلارك على موقع Soccerbase.com (لاعب) (الإنجليزية)
- مات كلارك على موقع عالم كرة القدم.نت (الإنجليزية)